# Radicondoli
Radicòndoli è un comune italiano di 959 abitanti della provincia di Siena in Toscana.

## Geografia fisica
- Classificazione sismica: zona 3 (sismicità bassa), Ordinanza PCM 3274 del 20/03/2003
- Classificazione climatica: zona E, 2261 GG
- Diffusività atmosferica: media, Ibimet CNR 2002

## Storia

### Simboli
Lo stemma rappresenta un leone d'argento in campo rosso, tenente con la zampa anteriore sinistra un bulbo di carota.
L'attuale stemma deriva da quello usato fin dal 1336, quando, già feudo degli Aldobrandeschi, il comune aveva uno scudo con un leone rampante da un lato, probabilmente riconducibile all'influenza senese, allora già affermatasi sulla regione, e un mazzo di radici, con una corona sopra, dall'altro. I due simboli furono uniti in epoca più recente: il primo a rappresentare l'audacia e la forza, il secondo derivato per assonanza dal toponimo, con il mazzo di radici posto nella zampa sinistra del leone, e senza la reminiscenza feudale della corona.
Il gonfalone è un drappo di rosso.

## Monumenti e luoghi d'interesse

### Architetture religiose
- Collegiata dei Santi Simone e Giuda
- Chiesa del Crocifisso
- Monastero di Santa Caterina della Rota
- Pieve di San Giovanni Battista (Pieve vecchia)
- Convento di San Francesco dell'Osservanza
- Chiesa di San Rufo ad Anqua
- Pieve di Santa Maria Assunta a Belforte
- Chiesa della Compagnia di Santa Croce a Belforte
- Chiesa di San Niccolò, presso il castello di Elci
- Chiesa della Santa Croce, presso il castello di Falsini
- Cappella di San Rocco, presso il castello di Fosini
- La chiesina, presso il castello di Fosini
- Chiesa di San Sisto, presso il castello di Montingegnoli
- Chiesa di San Nicola, presso il podere Marsiliana (già Marcigliana)
- Chiesa della Natività di Maria Santissima, presso la fattoria di Cornocchia
- Chiesa di San Michele, in località Case Calvaiano
- Chiesa di San Lorenzo, in località San Lorenzo a Montalbano
- Cappella di Sant'Antonio, in località Sant'Antonio
- Cappella dei Bagni delle Galleraie
- Cappella del Palazzone
- Cappella del Solaio
- Cappella di Sesta
- Cappella di Villa Olli

### Architetture civili
- Palazzo Berlinghieri (palazzo comunale)
- Palazzo Bizzarrini
- Casa del Popolo
- Teatro Comunale Risorti
- Villa Pannocchieschi d'Elci ad Anqua
- Palazzo Pubblico a Belforte
- Fattoria di Cornocchia
- Fattoria di Tegoni
- Podere di Giogliano
- Podere La Canonica
- Podere Pitena
- Podere Serracona di Sopra
- Villa di Solaio

### Architetture militari
- Castello d'Elci
- Castello di Falsini
- Castello di Fosini
- Castello di Montingegnoli
- Castello Colletalli

### Altro
- Monumento al milite ignoto
- Monumento a Dina Ferri
- Obelisco del Parco della Rimembranza
- Fontana di Inglesi a Belforte
- Viale della Rimembranza a Belforte
- Monumento alla Brigata Boscaglia, all'interno della riserva naturale Cornate e Fosini

## Società

### Evoluzione demografica
Abitanti censiti

### Etnie e minoranze straniere
Secondo i dati ISTAT al 31 dicembre 2009 la popolazione straniera residente era di 153 persone. Le nazionalità maggiormente rappresentate in base alla loro percentuale sul totale della popolazione residente erano:
- Macedonia 37 3,80%
- Albania 24 2,46%
- Germania 12 1,23%
- Romania 11 1,13%
- Polonia 10 1,03%

## Cultura

### Radicondoli festival
Ogni estate dal 1987 nel paese si tiene il Radicondoli Festival, rassegna di spettacoli musicali, teatrali e proiezioni.

## Geografia antropica

### Frazioni
Nel suo territorio si trovano le frazioni di Anqua e Belforte.

## Amministrazione
Di seguito è presentata una tabella relativa alle amministrazioni che si sono succedute in questo comune.
| Periodo        | Periodo        | Primo cittadino        | Partito                                                        | Carica  | Note  |
| -------------- | -------------- | ---------------------- | -------------------------------------------------------------- | ------- | ----- |
| 1º giugno 1985 | 4 luglio 1990  | Ivo Dei                | Partito Comunista Italiano                                     | Sindaco | [ 7 ] |
| 4 luglio 1990  | 24 aprile 1995 | Ivo Dei                | Partito Democratico della Sinistra, Partito Comunista Italiano | Sindaco | [ 7 ] |
| 24 aprile 1995 | 14 giugno 1999 | Ettore Barducci        | lista civica                                                   | Sindaco | [ 7 ] |
| 14 giugno 1999 | 14 giugno 2004 | Ettore Barducci        | centro-sinistra                                                | Sindaco | [ 7 ] |
| 14 giugno 2004 | 8 giugno 2009  | Luciano Cillerai       | centro-sinistra                                                | Sindaco | [ 7 ] |
| 8 giugno 2009  | 26 maggio 2014 | Emiliano Bravi         | centro-sinistra                                                | Sindaco | [ 7 ] |
| 26 maggio 2014 | 27 maggio 2019 | Emiliano Bravi         | centro-sinistra Per Radicondoli                                | Sindaco | [ 7 ] |
| 27 maggio 2019 | in carica      | Francesco Guarguaglini | centro-sinistra Energie per Radicondoli                        | Sindaco | [ 7 ] |